# Долобичів
Долобичів, або Довгобичів чи Долгобичів (пол. Dołhobyczów) — село в Польщі, у гміні Долобичів Грубешівського повіту Люблінського воєводства. Населення — 1437 осіб (2011). Лежить на Закерзонні (в історичній Холмщині).

## Історія

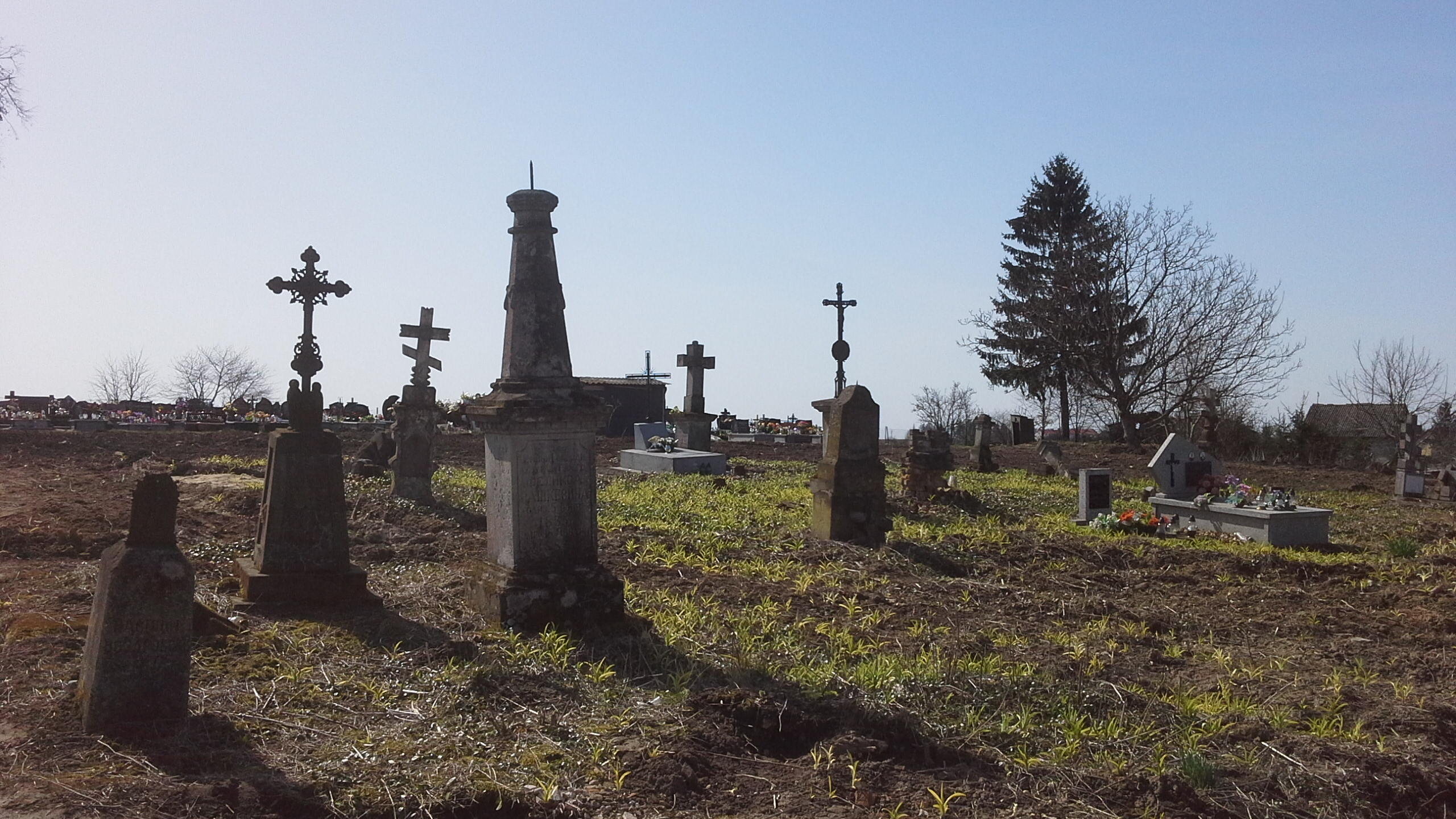
Православний цвинтар

1531 року вперше згадується православна церква в селі.
За даними етнографічної експедиції 1869—1870 років під керівництвом Павла Чубинського, у селі переважно проживали греко-католики, усе населення розмовляло українською мовою. 1872 року місцева греко-католицька парафія налічувала 1078 вірян. 1910 року в селі зведено муровану православну церкву.
До 1918 року — волость Довгобичів Грубешівського повіту Холмської губернії Української Народної Республіки.
У 1943 році в селі проживало 656 українців і 631 поляків. У серпні 1944 року місцеві мешканці безуспішно зверталися до голови уряду УРСР Микити Хрущова з проханням включити село до складу УРСР, звернення підписало 330 осіб. У 1944—1946 роках у селі діяла українська школа. Під час операції «Вісла» з Долобичева було виселено 181 українця, у селі залишилося 415 поляків та 12 українців, яких також пізніше був намір виселити.
У 1975—1998 роках село належало до Замостського воєводства.

## Населення
Демографічна структура станом на 31 березня 2011 року:
|          | Загалом | Допрацездатний вік | Працездатний вік | Постпрацездатний вік |
| -------- | ------- | ------------------ | ---------------- | -------------------- |
| Чоловіки | 694     | 115                | 518              | 61                   |
| Жінки    | 743     | 124                | 444              | 175                  |
| Разом    | 1437    | 239                | 962              | 236                  |

## Відомі люди

### Народилися
- Василь Боруцький (Лев, 1924—1946) — український військовий діяч, член УПА.
- Валентина Волкославська (нар. 1941) — українська лікарка-дерматовенерологиня[9].
- Василь Воруський (1902—1938) — український поет.
- Федір Малицький (1900—1988) — український поет, прозаїк, журналіст.
- Петро Часто (нар. 1939) — український журналіст і письменник.